# Julius Sabinus
Julius Sabinus (eerste eeuw n.Chr.) was leider van de Gallische stam de Lingones, en een vermeende achterkleinzoon van Julius Caesar.
In 69 n.Chr. werd hij door Julius Civilis uitgenodigd om zich aan te sluiten bij de opstand van de Bataven tegen de Romeinen. De Bataafse Opstand was succesvol omdat de Romeinen hun aandacht moesten besteden aan een burgeroorlog die gaande was. Verschillende vooraanstaande figuren streden om de titel van keizer van Rome en hadden daarom hun troepen naar Rome gestuurd. De Bataven kregen hierdoor tamelijk vrij spel. 
Julius Sabinus stemde in met de oproep van Julius Civilis maar niet om zich los te maken van het Romeinse Rijk. Zijn idealen lagen veel hoger: hij wilde keizer van Rome worden. Volgens Tacitus, Historiae 4.55, was hij een zelfingenomen mens die pretendeerde dat Julius Caesar een relatie had gehad met zijn overgrootmoeder.
De strijd van de Bataven verliep succesvol en Julius Sabinus koos zijn eigen strijd. Hij viel de Gallische stam de Sequani aan, om zijn machtsbasis te vergroten, maar dat bleek een misrekening. Zijn leger werd verslagen en hijzelf kon slechts ontsnappen door te doen of hij zelfmoord had gepleegd door het in brand steken van de hut waar hij zich in bevond.
De pretenties op de keizerkroon door Julius Sabinus waren hiermee voorbij.